# Rhytidocassis
Rhytidocassis es un género de escarabajos  de la familia Chrysomelidae. En 1941 Spaeth describió el género. Contiene las siguientes especies:
- Rhytidocassis indicola (Duvivier, 1892)
- Rhytidocassis limbiventris (Boheman, 1854)
- Rhytidocassis lopatini Borowiec & Swietojanska, 2001